# Tadeusz Wilczyński
Tadeusz Wilczyński (en ruso: Тадеуш Вильчинский; en ucraniano: Тадеуш Вільчинський) (1888-1981) fue un botánico, y micólogo polaco-ucraniano. Fue fundador del Jardín Botánico de la Universidad de Medicina de Lviv.

## Algunas publicaciones
- 1938. Krajoznawstwo . Volumen 1 de W Świecie Książek. 87 pp.

- La abreviatura «Wilcz.» se emplea para indicar a Tadeusz Wilczyński como autoridad en la descripción y clasificación científica de los vegetales.[2]